# الوسیتاه
ال-وسیتاه یک منطقهٔ مسکونی در یمن است که در استان حضرموت واقع شده‌است.